# Val Mesolcina
Val Mesolcina (německy Misox) je horské údolí ve východní části Švýcarska, v kantonu Graubünden. Nachází se jižně od průsmyku San Bernardino.

## Geografie

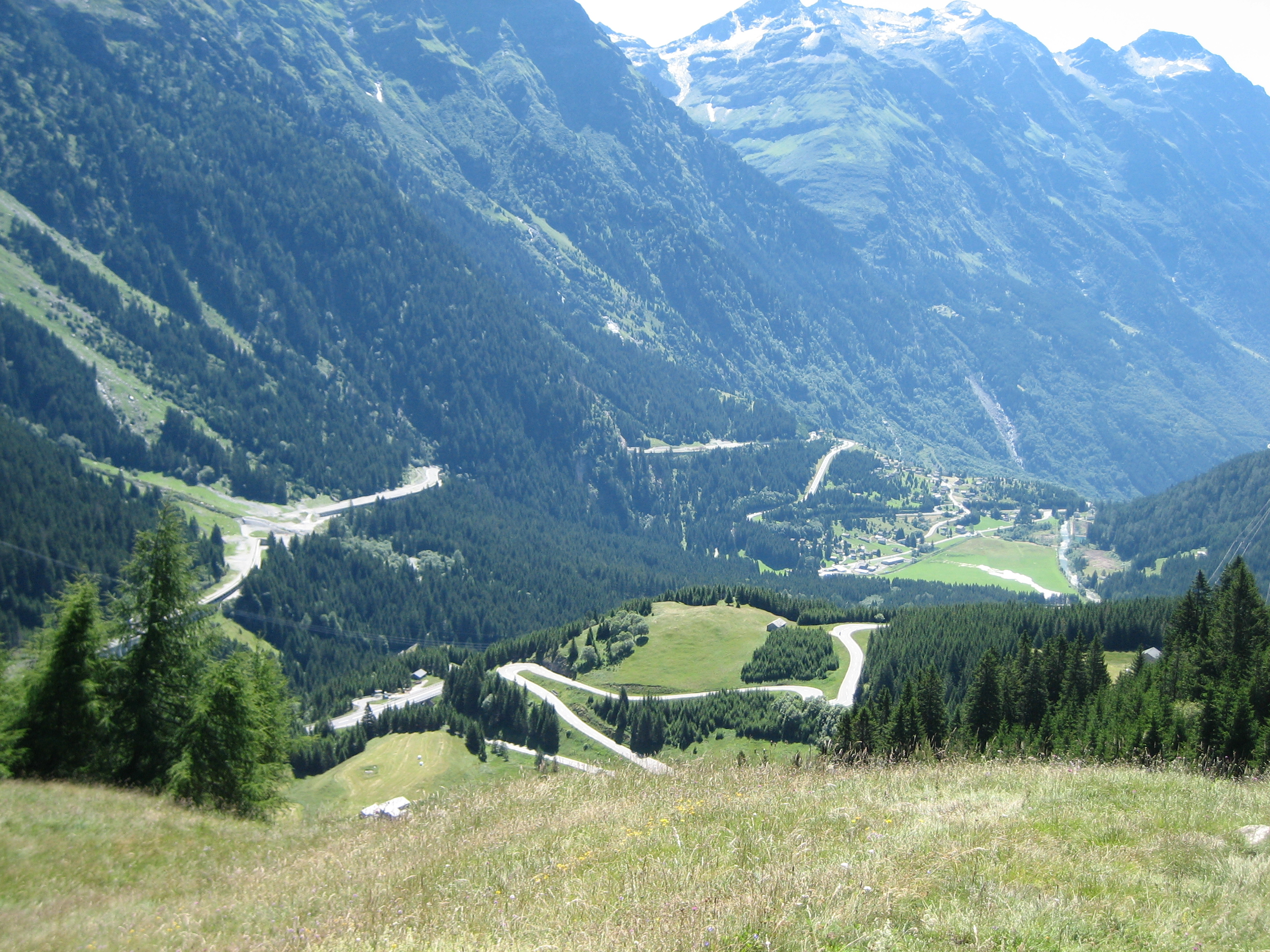
Pohled do údolí Mesolcina od severu

Údolí se táhne od průsmyku San Bernardino směrem na jih ke Gronu, kde se spojuje s údolím Val Calanca, a odtud na západ k hranici s Ticinem těsně před Bellinzonou. Údolím protéká řeka Moësa, která se krátce za ticinskou hranicí vlévá do řeky Ticino. Sousedními údolími jsou údolí Val Calanca na západě a údolí Val San Giacomo v Itálii na východě. Severně od průsmyku San Bernardino se nachází údolí Rheinwald.
Stejně jako Val Bregaglia a Val Poschiavo je Val Mesolcina jedním z údolí jižně od hlavního alpského hřebene, která náleží kantonu Graubünden. V Mesolcině se stejně jako v Bregaglii a Poschiavu mluví italsky, nikoliv švýcarskou němčinou nebo rétorománštinou jako ve zbytku Graubündenu.
Oficiálně nejvyšší teplota, která kdy byla ve Švýcarsku zaznamenána, 41,5 °C, byla naměřena v Gronu 11. srpna 2003. Grono je tak stále jediným místem ve Švýcarsku, kde byla národní meteorologickou službou MeteoSwiss oficiálně naměřena teplota vyšší než 40 °C.

## Politika a sídla

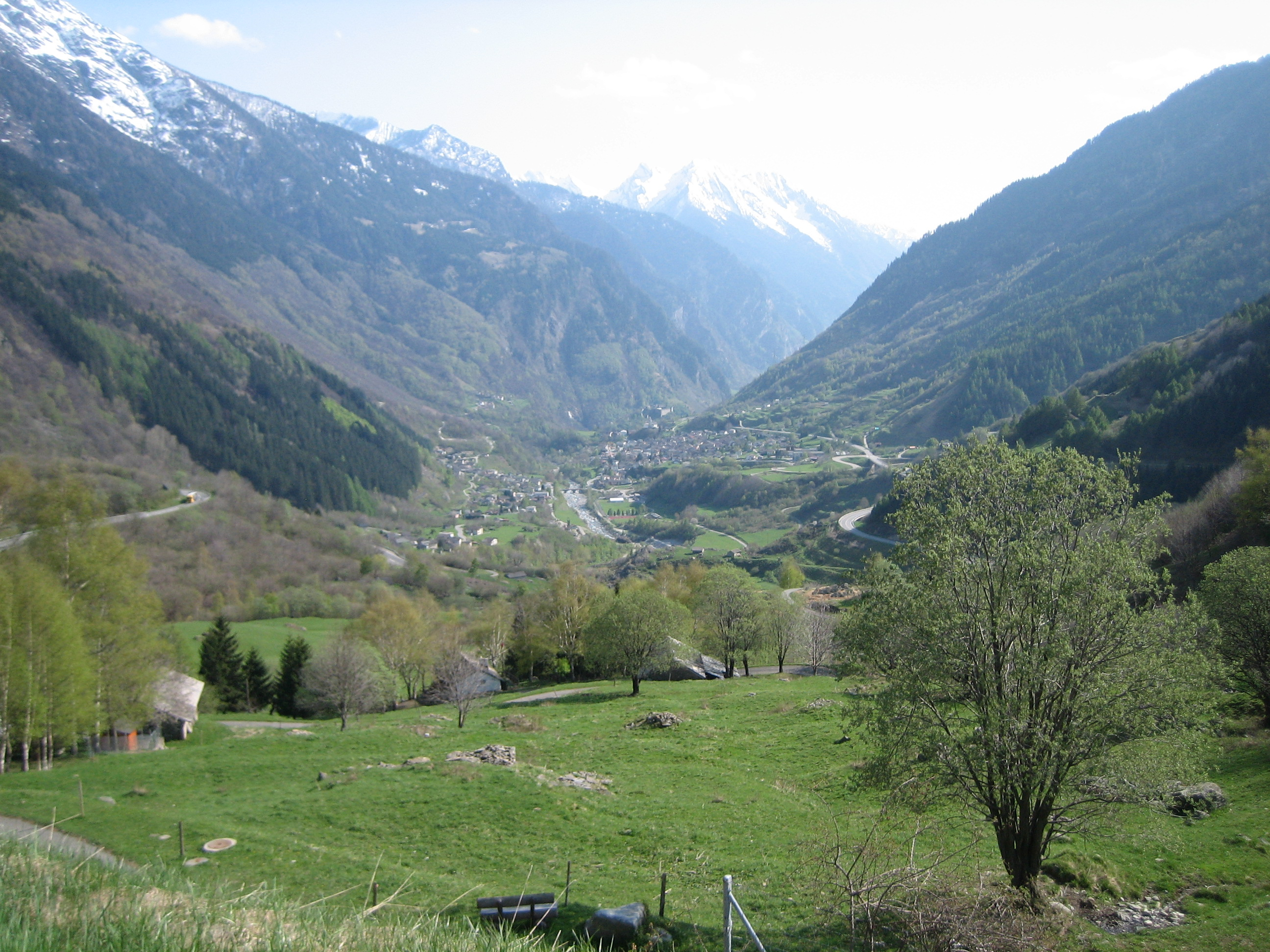
Mesocco

Celá oblast Val Mesolcina se nachází v okrese Moesa v Graubündenu. Až do územní reformy kantonu Graubünden v letech 2015–2017 existovaly správní obvody Mesocco, Roveredo a Calanca v okrese Moësa, který byl následně nahrazen stejnojmenným okresem již bez dalšího členění.
Val Mesolcina (mimo údolí Val Calanca) zahrnuje následující obce (od severu k jihu):
- Mesocco
- Soazza
- Lostallo
- Cama
- Grono
- Roveredo
- San Vittore

## Hospodářství
Rozsáhlá lesní oblast byla dříve využívána k těžbě dřeva a vývozu do Lombardie. Dříve se zde intenzivně provozovalo zemědělství, zejména chov dobytka, ale po druhé světové válce došlo k prudkému poklesu. Dnes se v dolní části údolí pěstuje vinná réva, v horním převažuje chov skotu, koz a ovcí s vysokohorskou pastvou.
První velké vodní elektrárny byly postaveny kolem roku 1950. Dnes jsou v provozu elektrárny Ara u Soazzy a v Lostallu. V údolí sídlí také řada podniků na zpracování kovů a plastů, oděvní průmysl, několik stavebních firem a řemeslných podniků. Mnoho pracujících dojíždí do aglomerací velkých měst Bellinzona a Lugano. V San Bernardinu a v menší míře v Alp Laura u Rovereda se rozvinul cestovní ruch. Většina lyžařských vleků v San Bernardinu byla v roce 2012 uzavřena kvůli nedostatku financí a nízkému zájmu investorů. To mělo negativní dopad i na hotelnictví, obchod a celou místní ekonomiku. V srpnu 2023 vleky převzala společnost San Bernardino Swiss Alps, zrenovovala je a na konci prosince 2023 znovu otevřela.

## Doprava

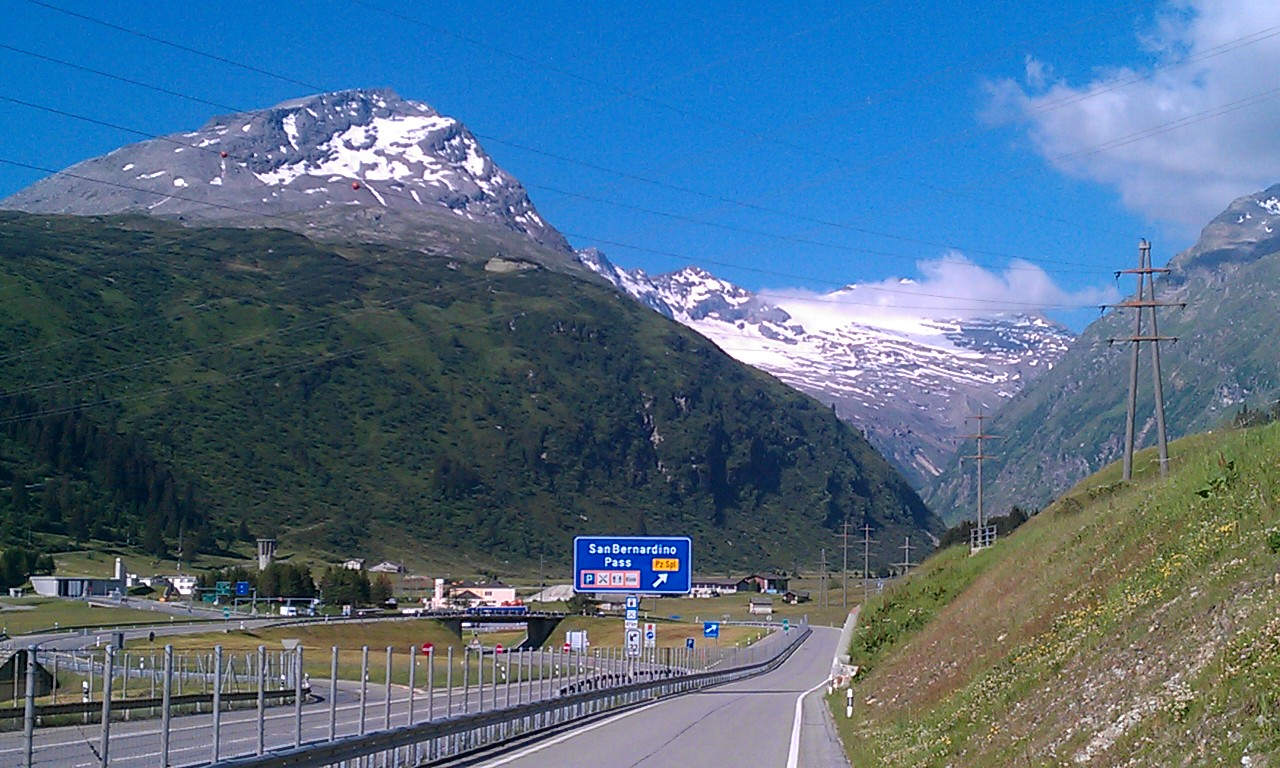
Dálnice přes San Bernardino

Již ve středověku vedla přes Mesolcinu jednoduchá tranzitní cesta, která spojovala jih se severem Evropy. Kolem roku 1750 byla prodloužena a rozšířena. V letech 1818–1822 byla přes průsmyk San Bernardino pod vedením ticinského inženýra Giulia Pocobelliho vybudována nová silnice, po které se v letních měsících jezdí dosud.
V letech 1907–1972 obsluhovala dolní část Val Mesolcina elektrifikovaná úzkorozchodná dráha z Bellinzony do Mesocca; pro ztrátovost byla zrušena a od té doby sem jezdí různé postbusové spoje do San Bernardina, Thusis a Churu.
Od roku 1967 spojuje obce San Bernardino a Hinterrhein 6,6 km dlouhý silniční tunel San Bernardino a od roku 1973 je z Bellinzony do Churu nepřetržitě vedena dálnice A13 (v některých úsecích bez směrového rozdělení).
Po staletí zde také vedly cesty pro mezky a turistické stezky přes průsmyk San Jorio, který vede ke Comskému jezeru. Do Chiavenny se lze dostat přes údolí Val de la Forcola a průsmyk Forcola.